# Dasyuroides byrnei
Dasyuroides byrnei là một loài động vật có vú trong họ Dasyuridae, bộ Dasyuromorphia. Loài này được Spencer mô tả năm 1896.

## Hình ảnh

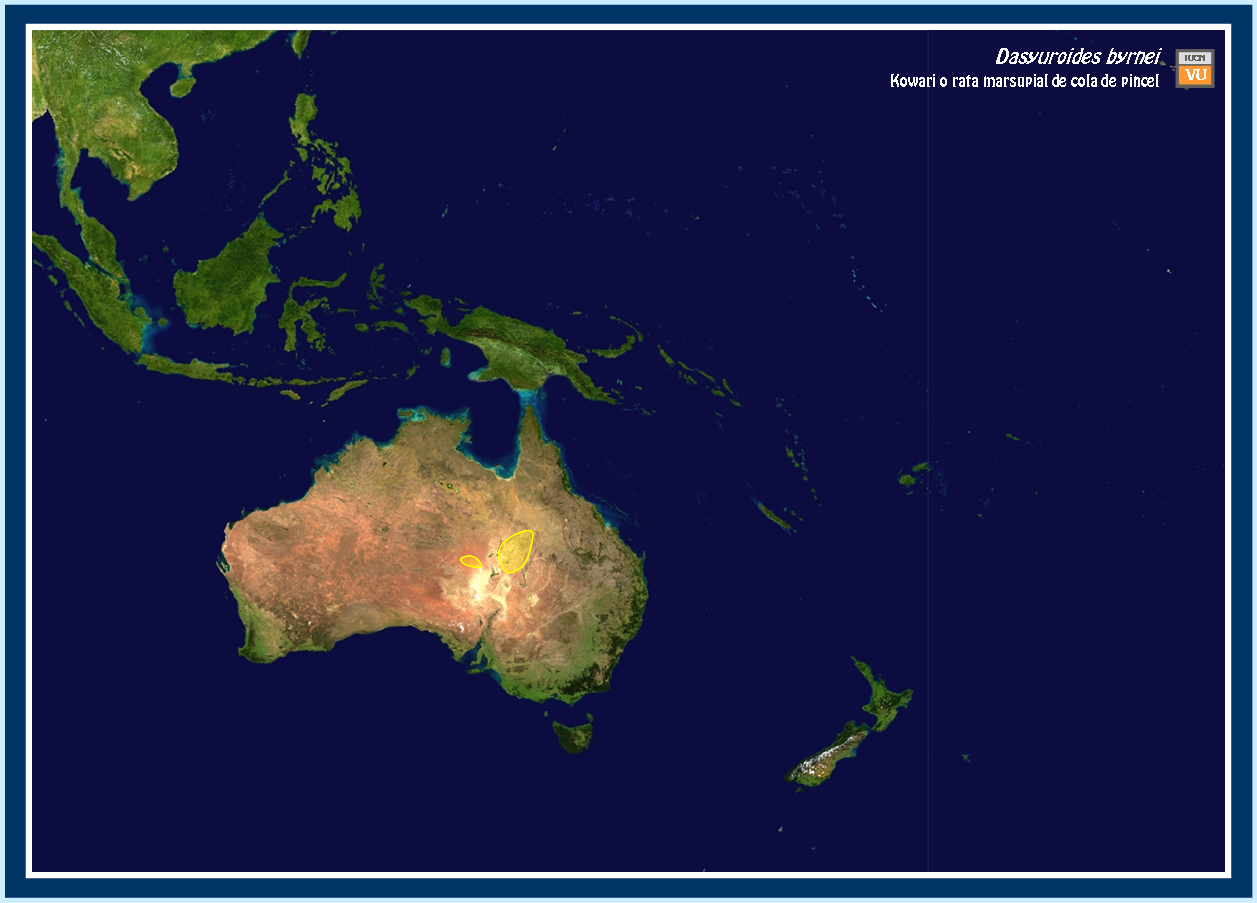
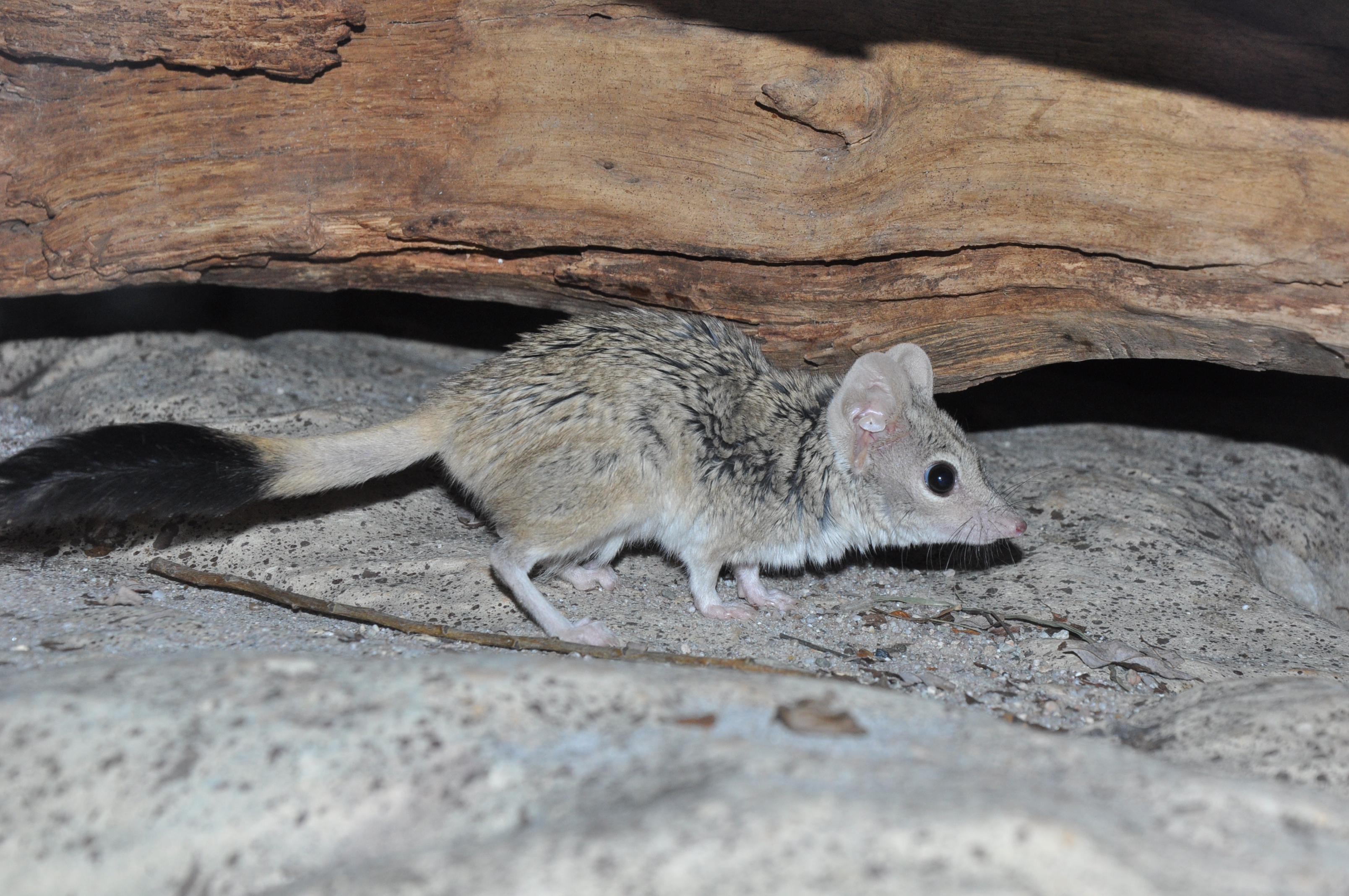